# Радомисл Вјелки
Радомисл Вјелки (пољ. Radomyśl Wielki) град је у Пољској у Војводству поткарпатском. По подацима из 2012. године број становника у месту је био 3079.

## Становништво
| 2012. |
| ----- |
| 3.079 |